# Creu de terme de Barràs
La creu de terme de Barràs és una creu de terme de Santa Coloma de Queralt (Conca de Barberà) situada a la cruïlla dels camins d'Almenara, Aguiló i el camí ral de Santa Coloma de Queralt a Igualada.

## Descripció
La creu de terme actualment sols conserva original el peu i el pilar. El capitell està mutilat però encara permet visualitzar unes inscripcions que fan referència al rector Aguiló i la creu de ferro també esta mutilada. La base de la creu es troba sobre un petit mur de pedra, és quadrada i el fust de la columna és octogonal. En el capitell s'hi distingeixen el cos d'unes figures entre unes sanefes verticals compostes de fulles en espiga.

## Història
Joan Segura i Valls, en una carta arqueològica escrita el 1905 dirigida a Ferran de Querol i de Bofarull, president de la Societat Arqueològica Tarraconense d'aleshores, deia que havia descobert 4 o 5 sepultures dins una caixa quadrangular feta amb lloses dins el terme d'Aguiló, al lloc anomenat la Creu de Barràs.
L'any 1976 els veïns d'Aguiló van recollir el capitell que havia estat al museu de Santa Coloma i van restaurar la creu.